# Сигарёв, Григорий Алексеевич
Григорий Алексеевич Сигарев (1923—1983) — советский животновод, Герой Социалистического Труда. Участник Великой Отечественной войны.

## Биография
Родился в Воронежской области в 1923 году.
До войны работал в селе Маркино чабаном. На фронте с 1942 года. С боями дошёл до Берлина. На войне был сапёром. Имел контузию. Награждён медалями «За взятие Кенингсберга» и «За победу над Германией».
С фронта вернулся в 1947 году. По приезде домой возглавил чабанскую бригаду племзавода имени Розы Люксембург, где работал до 1982 года старшим чабаном.
В 1950 году за успехи в труде награждён орденом Ленина.
С 1956 года был неоднократным участником и лауреатом ВДНХ.
В 1968 г. получил по 148,6 ягнят на 100 овцематок (при плане 123) и вырастил их к отбивке средним весом 33,7 кг (при плане 26). С закреплённых за ним овец настрижено по 6,3 кг шерсти при плане 5 кг.
В 1976 году за высокие показатели в животноводстве присвоено звание Героя Социалистического Труда с вручением орден Ленина и золотой медали «Серп и молот».
В киножурнале «Радянська Україна» режиссёр Киевской студии документальных фильмов С. А. Тимофеев (№ 24) рассказывал о Герое Социалистического труда, старшем чабане племзавода имени Розы Люксембург Г. А. Сигарёве.
В 1982 году получил производственную травму, которая повлекла за собой рак позвоночника. Был прикован к постели, полтора года пролежал без движения. Умер в 1983 году.
Жена Александра Дмитриевна. В семье было пятеро детей. Трое сыновей продолжили дело отца: Василий, Виктор и Александр.

## Телесюжеты
- Радянська Україна. Кіножурнал, липень, 1977, № 24. Арх. № 6658. Укркінохроніка.
- Збірник Телесюжетів, 1978. Арх. № 6973. Республіканська студія телебачення.